# Neunhellerhaus

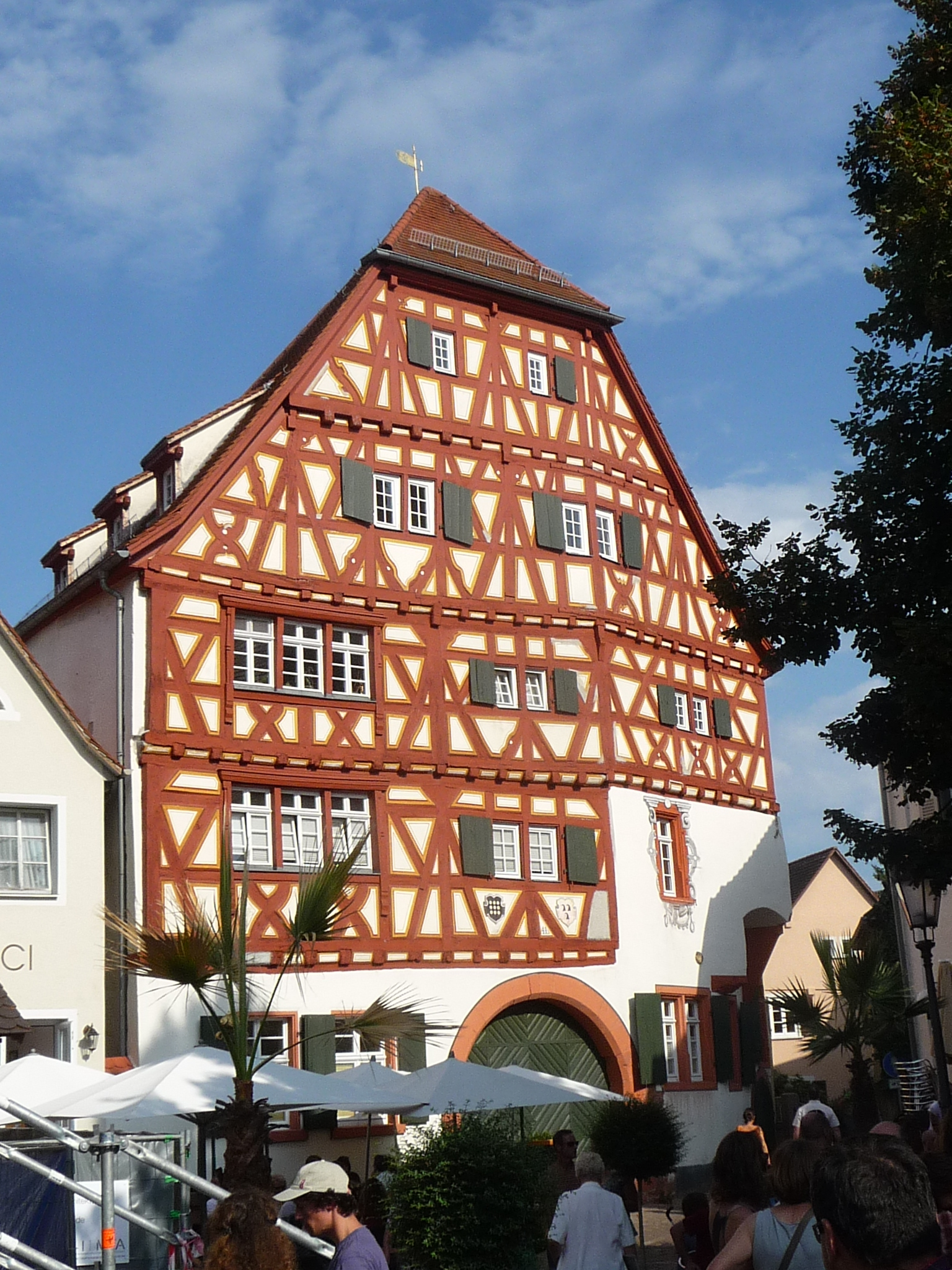
Neunhellerhaus in Ladenburg

Das Neunhellerhaus, auch als Neunhellerhof bekannt, ist ein Hofanlage mit dreigeschossigem, giebelständigem Wohnhaus, östlich angrenzender Scheune und geschlossenem Innenhof in der baden-württembergischen Stadt Ladenburg im Rhein-Neckar-Kreis, dessen Anfänge bis um 1100 zurückreichen. Es steht am Marktplatz im Zentrum der historischen Altstadt und ist ein geschütztes Kulturdenkmal. Die Denkmalstiftung Baden-Württemberg ernannte das Gebäude zum Denkmal des Monats Oktober 2018.
Der massive Erdgeschoss stammt von 1300, die Fachwerkgeschosse – eine Mischung aus schwäbischen und fränkischen Fachwerkelementen – aus dem 16. Jahrhundert. Schwäbisch sind die stabilisierenden Teile wie Streben und Ständer, fränkisch die zierreichen, geschweiften Andreaskreuze. 